# Ektomorf
Ektomorf es una banda de groove metal de Hungría.

## Biografía
Ektomorf fue fundada en 1993 en Mezőkovácsháza, Hungría, una pequeña ciudad cerca de la frontera con Rumania, por Zoltán "Zoli" Farkas. En la formación actual, Zoli -líder de la banda- es el único miembro fundador que queda. La banda se completa con Tamás Schrottner (guitarra), Szabolcs Murvai (bajo) y Gergely Tarin (batería).
Debido a sus orígenes gitanos, Zoli se vio confrontado con racismo y prejuicios, por lo que la banda tuvo que poner años de empeño en su carrera internacional. Su avance llegó cuando Ektomorf comenzó una colaboración con el productor danés Tue Madsen en 2003.

## Miembros
- Zoltán Farkas — Vocales/Guitarra (1994-actualidad)
- Tamás Schrottner — Guitarra (2003–2010,2012–actualidad)
- Szabolcs Murvai — Bajo (2009-presente)
- Robert Jaksa — Batería (2011-presente)

## Discografía

### Álbumes de estudio
- Kalyi Jag (2000)
- I Scream Up to the Sky (2002)
- Destroy (2004)
- Instinct (2005)
- Outcast (2006)
- What Doesn't Kill Me... (2009)
- Redemption (2010)
- The Acoustic (2012)
- Black Flag (2012)
- Retribution  (2014)
- Agressor  (2015)
- Fury  (2018)
- Reborn  (2021)

### Demos
- A Romok Alatt (1995)
- Hangok (1996)
- Ektomorf (1998)

### EP
- The Gipsy Way (2010)

### Álbumes en vivo
- Live And Raw: You Get What You Give (CD + DVD) (2006)